# Paraphloeostiba gayndahensis
Paraphloeostiba gayndahensis är en skalbaggsart som först beskrevs av Macleay 1873.  Paraphloeostiba gayndahensis ingår i släktet Paraphloeostiba, och familjen kortvingar. Arten förekommer tillfälligt i Sverige, men reproducerar sig inte.